# Sultanpur (Uttar Pradesh)
Sultanpur es una ciudad y municipio situada en el distrito de Sultanpur en el estado de Uttar Pradesh (India). Su población es de 107640 habitantes (2011). El área metropolitana cuenta con 115944 habitantes (2011). Se encuentra a 135 km de Lucknow.

## Demografía
Según el censo de 2011 la población de Sultanpur era de 107640 habitantes, de los cuales 56420 eran hombres y 51220 eran mujeres. Sultanpur tiene una tasa media de alfabetización del 87,59%, superior a la media estatal del 67,68%: la alfabetización masculina es del 91,62%, y la alfabetización femenina del 83,17%.